# Jean Casimir-Perier
Jean Casimir-Perier (Párizs, 1847. november 8. – Párizs, 1907. március 11.) francia jogász, politikus, a Harmadik Francia Köztársaság 29. miniszterelnöke, és 6. köztársasági elnöke.

## Pályafutása
Nagypolgári, politikus családban született. Dédapja a Banque de France egyik alapítója, nagyapja, Casimir Pierre Perier I. Lajos Fülöp francia király miniszterelnöke a júliusi monarchia idején. Apja, Auguste Casimir-Perier Jules Dufaure második kormányában belügyminiszter. 
Jean Casimir-Perier jogot és bölcsészettudományokat tanult. A porosz–francia háborúban szerzett katonai érdemeiért a Francia Köztársaság Becsületrendjének lovagi fokozatával tüntették ki. Apja titkáraként kezdte politikai pályáját. 1876-ban Aube megye nemzetgyűlési képviselőjévé választották, és a családi hagyományokkal ellentétben a baloldali republikánusok csoportjához csatlakozott.
1883 és 1885 között Jules Ferry kormányában hadügyi államtitkár helyettes, 1893–ban a képviselőház elnöke. Marie François Sadi Carnot kérésére kormányt alakított 1893. december 3-án, és a külügyi tárcát is megtartotta. 1894. május 23-án lemondott, mert a munkaügyi miniszter nem adta meg a vasutasoknak azt a jogot, hogy szakszervezetbe tömörüljenek. 
1894. június 24-én Lyonban meggyilkolták a köztársasági elnököt. Bár többségi szavazattal választották elnökké június 27-én, a radikálisok és szocialisták reakciósnak tekintették. A baloldali sajtó rendszeresen támadta a gazdag Casimir-Perier-t, aki az anzini szénbányák részvényeinek többségét tudhatta magáénak. 1895. május 23-án lemondott, és teljesen visszavonult a politikai életből.